# Detrás de las luces
Detrás de las luces es el segundo álbum de estudio del grupo Mäbu. Su grabación comenzó el 26 de agosto de 2012 y finalizó el 27 de noviembre del mismo año. Fue editado como el anterior álbum, en Madrid en los estudios de El Lado Izquierdo. Detrás de las luces vio la luz el 12 de febrero de 2013 mediante descarga digital y en tiendas de discos. La gira oficial de "Detrás de las luces" comenzó en marzo de 2013.

## Promoción
La promoción del disco empezó el tercer trimestre del 2012 y se llevó a cabo por las redes sociales. Se dieron a conocer desde el mes de noviembre una serie de fragmentos de canciones de "Detrás de las luces" como En Las Alturas, Invisible, Jaque Mate o Paralelo. También se desvelaron el nombre del álbum, la lista de canciones que figuran en el repertorio y la portada del mismo.
Lanzaron dos sencillos junto a sus videos musicales para las canciones De Negro y Amarillo y Memoria, entre octubre de 2012 y enero de 2013. El artífice de la portada fue quien grabó, además, el vídeo musical.
Aparte, la banda organizó una pequeña gira para presentar parte del nuevo material del disco. Esta comenzó en septiembre, prácticamente a la par del lanzamiento de De Negro y Amarillo. Uno de los conciertos que dieron fue en México el 27 de diciembre de 2012.

## Estilo
Mäbu ha definido Detrás de las luces como un álbum transitorio en la evolución musical de la banda. Las melodías del álbum pertenecen al género del pop alternativo. Está basado, según declaraciones de la banda, en una recopilación de las experiencias vividas desde la fundación del grupo hasta Buenos días. El estilo es más oscuro, denso y bebe más del rock respecto a su anterior trabajo. Comprende sonidos eléctricos y acústicos. La unión entre letra y música cobra importancia. El nuevo trabajo constituye un intento para conducir su propia música hacia un lado más íntimo.

## Lista de canciones
Todas las canciones escritas y compuestas por María Blanco Uranga de Mäbu. 
| Detrás de las luces |                                      |          |  |
| N.º                 | Título                               | Duración |  |
| 1.                  | «Detrás de las luces» (instrumental) | 3:57     |  |
| 2.                  | «Caimán»                             | 3:37     |  |
| 3.                  | «Memoria»                            | 4:29     |  |
| 4.                  | «De negro y amarillo»                | 4:13     |  |
| 5.                  | «Paralelo» (junto a Alex Ferreira)   | 4:02     |  |
| 6.                  | «Jaque Mate»                         | 3:45     |  |
| 7.                  | «Domadora de caracoles»              | 2:22     |  |
| 8.                  | «Invisible»                          | 4:41     |  |
| 9.                  | «En las alturas»                     | 4:15     |  |
| 10.                 | «Bienvenido al norte»                | 4:40     |  |
| 11.                 | «Quédate a dormir»                   | 4:01     |  |